# Canon de belleza
El canon de belleza es el conjunto de unas características que una sociedad considera convencionalmente como hermoso o atractivo, sea en una persona u objeto. Es históricamente variable y no presenta patrones comunes en diferentes culturas. Esta belleza del atractivo personal es lo que ha atraído el interés de múltiples pensadores a lo largo de toda la historia.

## Personas consideradas muy hermosas
A continuación, una lista (mujeres y hombres) de algunas de las personas consideradas muy hermosas de acuerdo al canon de belleza de sus correspondientes épocas.

### Mujeres
- Nefertiti (c. 1370 a. C. - c. 1330 a. C.), esposa de Akenatón (Antiguo Egipto).
- Helena de Troya, que por su belleza fue causa de la Guerra de Troya.
- Friné, hetaira, modelo del escultor Praxíteles (Antigua Grecia), para esculturas de Afrodita (diosa del amor y de la belleza en la Mitología griega).
- Cleopatra (en el siglo I a. C.) última reina de la dinastía ptolemaica en Egipto, amante de Julio César y Marco Antonio, permaneció como modelo de seductora durante los siguientes dos milenios.
- Marozia, fue una noble romana del siglo X, conocida aparte de su exuberancia, por su influencia en el papado durante el periodo denominado Pornocracia.
- Simonetta Vespucci, modelo del pintor Sandro Botticelli (Renacimiento) para la imagen de Venus (diosa del amor y la belleza en la Mitología romana).
- Lucrecia Borgia, hija del poderoso Papa Alejandro VI, famosa por su belleza.
- Cléo de Mérode, bailarina, mimo y pin-up, fue modelo para el escultor Alexandre Falguier, los fotógrafos Paul Nadar y Léopold-Émile Reutlinger, y los pintores Manuel Benedito, Giovanni Boldini, Edgar Degas y Henri de Toulouse-Lautrec, entre otros, (finales del siglo XIX y principios del siglo XX).
- Mata Hari fue una famosa bailarina, cortesana y espía neerlandesa durante la Primera Guerra Mundial.
- Audrey Munson (1891-1996), estadounidense. Sirvió de modelo o de inspiración para más de 15 estatuas de la ciudad de Nueva York.
- Jean Harlow (en los años 1930) Actriz estadounidense, sex symbol de los años 1930 y la primera "rubia platino" de Hollywood.
- Joséphine Baker fue una bailarina, cantante, actriz y espía francesa de origen afroamericano, considerada la primera vedette y estrella internacional.
- Rita Hayworth (en los años 1940 y 1950) Actriz, modelo pin up y bailarina estadounidense, sex symbol de los años 1940 y 1950.
- Lana Turner (en los años 1940 y 1950) Actriz estadounidense, sex symbol en los años 1940 y 1950.
- Bettie Page, legendaria modelo, reina del Pin up, que revolucionó la década de los cincuenta.[2]
- Brigitte Bardot (en los años 1950 y 1960, francesa). Fue modelo para la imagen de Marianne (mujer con gorro frigio, símbolo de la República Francesa).
- Marilyn Monroe (en los años 1950, estadounidense) Fue una actriz, bailarina y socialité. Reconocida por su revolucionaria estética y manejo de los nacientes medios del espectáculo, considerada como la sex symbol más famosa de la Edad Moderna.
- Ava Gardner (en los años 1950 y 1960, estadounidense) Actriz y modelo, conocida por su exuberante y fotogénica belleza, se la consideró popularmente con el título de "el animal más bello del mundo".
- Ursula Andress (en los años 1960) actriz sex symbol de los años 1960 tras su aparición en bikini en el primer film de James Bond Dr. No (1962).
- Raquel Welch (en los años 1960 y 1970) actriz sex symbol en los años 1960 y 1970.
- Kim Basinger (en los años 1980) actriz y modelo estadounidense, sex symbol en los años 1980.
- Sharon Stone (en los años 1990) actriz y modelo estadounidense, sex symbol en los años 90 tras protagonizar el film Instinto Básico (1992).
- Paris Hilton (en los años 2000) actriz, socialité, celebridad e icono de la moda.
- Vlada Roslyakova (en los años 2000 y años 2010) supermodelo rusa, apariencia similar a una muñeca de porcelana
- Jennifer Aniston (en los años 2010, estadounidense) Actriz y empresaria, en el año 2016 la revista «Men's Health» le adjudicó el primer lugar en su lista denominada Las 100 mujeres más hot de todos los tiempos.

### Hombres
- Antínoo, efebo favorito del emperador Adriano (Antigua Roma).
- Rodolfo Valentino (en los años 1920) estrella del cine mudo, sex symbol masculino.
- Clark Gable (en los años 1930 a 1950) actor estadounidense, destacando en papeles de galán con una faceta oscura.
- Marlon Brando (en los años 1950 y 1960) actor estadounidense, rival de James Dean como ídolo juvenil en los años 1950.
- James Dean (en los años 1950). Actor estadounidense perteneciente a la edad de oro de Hollywood, convertido en estereotipo del joven rebelde.
- Sal Mineo, (en los años 1950 y 1960) actor estadounidense.
- Paul Newman (en los años 1960 y 1970) actor estadounidense, sex symbol masculino en los años 1960 y 1970.
- Robert Redford (en los años 1960 y 1970) actor que junto a Paul Newman era considerado una de las más apuestas estrellas masculinas cinematográficas en los 1960 y 1970.
- Elvis Presley (años 1950 y 1960) cantante y actor estadounidense.
- Alain Delon (años 1960 y 1970) actor francés y sex symbol durante la década de 1970.
- Jim Morrison (años 1960) cantautor líder del grupo The Doors, prototipo de estrella del rock rebelde y sexy.
- Björn Andrésen (años 1970) actor sueco, famoso por protagonizar la película Muerte en Venecia (1971) de Luchino Visconti.
- John Travolta (años 1970) actor estadounidense, ícono masculino y estereotipo por excelencia de la escena Disco.
- Brad Pitt (en los años 1990 y 2000) actor y productor de cine estadounidense.
- Ricky Martin (en los años 1990 y 2000) cantante puertorriqueño.
- Leonardo DiCaprio (en los años 1990 y 2000). Actor de cine estadounidense.
- Zac Efron (en los años 2000). Actor y músico estadounidense.
- Timothée Chalamet (en los años 2010 y 2020) actor francés.

### Estudios contemporáneos
En la actualidad las mujeres se sienten más presionadas y se ven juzgadas por los cánones estéticos que con el tiempo son más grandes y exigentes, según Lourdes Ventura. La discriminación estética es un hecho que según la autora afecta hoy día tanto a hombres como a mujeres. Esto se define en las personas por un “estado de inseguridad” y “la falta de autoestima”. Una de las causas que crean la necesidad de depender de estos cánones es la creación del concepto de estética personal, según Marta Martín, esto hace que gran parte de los ciudadanos mantengamos una interacción privada y personal con los cánones de belleza corporal. Esta imposición, según el artículo de Fernanda Nader, describe como se nos enseñan estos estereotipos en el proceso de nuestra formación como personas.
“Tanto hombres como mujeres no solo nacen sino que se hacen, es decir, se encuentran inicialmente predeterminados por las características evolutivas con las que se nace, mismas que, con el paso de los años y los procesos de socialización y endoculturación, se adecuan paulatinamente a los estereotipos con los que se ingresa a la vida social o civilizada a partir del contacto con el lenguaje y con las reglas del juego determinadas por los mismos seres humanos, dando así respuesta al cómo y por qué comportarse de cierta manera y no de otra en el seno de una cultura”.
Se puede decir que las personas lo aceptan por la necesidad de recibir afecto de otros, esto según el libro “Clothes and your appearance”, donde se explica que de esta forma es que hacemos parte de una cultura o grupo. Estos rasgos son los que según Louise A. Liddell & Carolee S. Samuels, hacen la diferencia y la variación a la hora de vestir en distintas culturas. M. Martín explica que; “No se puede entender la evolución histórica del canon de belleza o de atractivo personal sin una reflexión sobre los valores y lógicas personales, grupales y sociales de cada civilización. Ésta menciona que; "Aprendemos a apre-hender la belleza", y al margen de las respuestas físicas innatas, todas las entidades que configuran nuestra realidad histórica influyen, directa o indirectamente, en los juicios éticos y estéticos que hacemos y en el ideal personal al que aspiramos o que preferimos”. Esto se visualiza como una competencia adquirida que vamos alcanzando mediante hábitos y conocimientos a través de experiencias individuales, grupales y sociales. Siendo así este el concepto que se tiene en la actualidad por cánones de belleza.